# Crusoe Creek
Crusoe Creek – rzeka w Stanach Zjednoczonych, w stanie Nowy Jork, w hrabstwie Wayne. Rzeka jest jednym z lewostronnych dopływów rzeki Seneca, wpada do tejże w miejscowości Montezuma. Długość cieku nie została określona, natomiast powierzchnia zlewni wynosi 128 km².